# Maria Esperanza de Bianchini

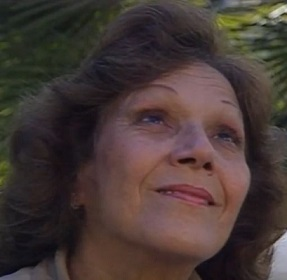
Maria Esperanza de Bianchini

Maria Esperanza de Bianchini (ur. 22 listopada 1928, zm. 7 sierpnia 2004) – wenezuelska mistyczka, Służebnica Boża Kościoła katolickiego.
W 1940 roku, w wieku 12 lat zachorowała na zapalenie płuc, lecz wyzdrowiała. Chciała zostać zakonnicą, jednak 3 października 1954 roku w wizji ukazała się jej Teresa od Dzieciątka Jezus. Wtedy powiedziała do niej, aby wyszła za mąż. Mając 28 lat wyszła za mąż w dniu 8 grudnia 1956 roku. Z tego związku urodziła siedmioro dzieci. Była mistyczką – otrzymała stygmaty. Objawiała się jej także Matka Boża. Objawienia maryjne zostały uznane za prawdziwe w 1987 roku. Zmarła w opinii świętości, a w dniu 31 stycznia 2010 roku rozpoczął się jej proces beatyfikacyjny.